# 디랙 델타 함수
델타 함수(δ distribution), 또는 디랙 델타 함수(영어: Dirac delta function)는 수학자 시메옹 드니 푸아송(1815)와 오귀스탱 루이 코시(1816)가 푸리에 적분 정리를 연구하면서 처음 고안하였다. 푸아송이 정의한 델타 함수는 다음과 같다:
{\displaystyle \delta (x-a):={\frac {1}{2\pi }}\int _{-\infty }^{\infty }\cos(px-p\alpha )dp}
이후 이론 물리학자 폴 디랙이 양자역학에서 자주 사용하여 유명해졌다. δ(x)와 같이 표기하며, 크로네커 델타의 연속함수화로도 볼 수 있다. 이 함수는 무한대를 값으로 가지기 때문에 실 함수나 복소 함수같은 일반적인 함수는 아니다. 현대에 디랙 델타는 측도 또는 함수 공간에서 정의된 선형 범함수로 정립되었다. 신호 처리 분야에서는 임펄스 함수라고 부른다. 이 함수는 다음과 같은 성질로 특징 지어 진다.
{\displaystyle \delta (x)={\begin{cases}\infty ,&x=0\\0,&x\neq 0\end{cases}}}
{\displaystyle \int _{-\infty }^{\infty }\delta (x)\,dx=1}

## 개요
디랙 델타의 그래프는 보통 x축 전체와 양의 y축을 따라간다고 생각된다:174 디랙 델타는 길고 좁은 스파이크 모양의 함수가 필요한 상황에 대표적인 함수로 쓰인다. 푸리에 변환 같은 적분 변환을 다룰 때 함수에서 한 점만 골라내고 싶을 때나, 이산 확률 분포의 확률 밀도 함수를 구할 때 쓰인다. 수학 외적인 응용에서 예를 들면 점전하, 점질량 또는 전자 등으로 인한 물리적 현상을 수학적으로 표현하는데 쓰인다. 일상과 가까운 내용을 이용하여 설명하기 위해, 당구공들이 충돌하는 상황을 역학적으로 보자. 이 때 당구공들은  아주 짧은 시간 동안 접촉한다. 이 때 가해지는 힘은 디랙 델타로 표현 할 수 있다. 이러면 더 간단한 방정식을 써서 풀 수 있게 될 뿐만 아니라, 원자 수준의 자세한 탄성 에너지를 고려 할 필요 없이 답을 얻을 수 있다.
조금 더 구체적으로 설명 하겠다. 당구공이 정지해 있다고 가정하자. 시각 {\displaystyle t=0}에 다른 공에 맞아 운동량 {\displaystyle P} {\displaystyle {\text{kg m s}}^{-1}}을 얻는다. 운동량의 교환은 실제로 즉각적이지 않고 분자 및 원자 수준에서 탄성 과정에 의해 전달되지만, 실용적 목적을 위해, 에너지가 사실상 순간적으로 전달되는 것으로 보는 것이 편리하다. 그러므로 힘은 {\displaystyle P\,\delta (t)}이다. (여기서 {\displaystyle \delta (t)}의 단위는 {\displaystyle \mathrm {s} ^{-1}}이다.)
이 상황을 더 엄밀하게 모델링하기 위해, 대신 힘이 작은 시간 간격 {\displaystyle \Delta t=[0,T]}에 걸쳐 균일하게 분포된다고 가정하자. 즉,
{\displaystyle F_{\Delta t}(t)={\begin{cases}P/\Delta t&0<t\leq T,\\0&{\text{otherwise}}.\end{cases}}}
그런 다음 적분에 의해 언제든지 시각 t에서 모멘텀{\displaystyle p(t)}을 찾을 수 있다:
{\displaystyle p(t)=\int _{0}^{t}F_{\Delta t}(\tau )\,\mathrm {d} \tau ={\begin{cases}P&t\geq T\\P\,t/\Delta t&0\leq t\leq T\\0&{\text{otherwise.}}\end{cases}}}
이제, 모멘텀의 순간적인 전달의 모델 상황은 극한을 {\displaystyle \Delta t\to 0}과 같이 취해야 한다. 이 극한으로 0을 제외한 모든 곳에서 {\displaystyle p(t)}의 값을 얻는다:
{\displaystyle p(t)={\begin{cases}P&t>0\\0&t<0.\end{cases}}}
여기서 함수들 {\displaystyle F_{\Delta t}}은 모멘텀의 즉각적인 전달 아이디어에 대한 유용한 근사로 생각된다.
델타 함수를 사용하면 이러한 근사치의 이상적인 극한을 구성할 수 있다. 불행히도 함수의 실제 극한 (점별 수렴의 의미에서) {\textstyle \lim _{\Delta t\to 0}F_{\Delta t}}은 한 점을 제외한 모든 곳에서 0이지만 그 한 점에서 무한대이다. 디랙 델타를 적절하게 의미있게 하려면 대신 다음 성질을 주장해야 한다: 모든 {\displaystyle \Delta t>0}에 대해
{\displaystyle \int _{-\infty }^{\infty }F_{\Delta t}(t)\,\mathrm {d} t=P}
가 극한에서 성립해야 한다. 따라서 방정식 {\textstyle F(t)=P\,\delta (t)=\lim _{\Delta t\to 0}F_{\Delta t}(t)}에서, 극한은 항상 적분 외부에서 취해진 것으로 이해된다.
응용 수학에서 델타 함수는 종종 함수열의 일종의 극한(약한 극한)으로 조작되며 각 원소는 원점에 큰 스파이크가 있다. 예를 들어, 분산이 0으로 수렴하는 원점을 중심으로 하는 가우스 분포함수들의 열이 있다.
디랙 델타는 최소한 영역과 범위가 실수인 일반적인 함수는 아니다. 예를 들어, {\displaystyle f(x)=\delta (x)}와 g(x) = 0는 {\displaystyle x=0}을 제외하고 모든 곳에서 동일하지만 적분이 다르다. 르베그 적분론에 따르면, f 와 g가 거의 모든 곳에서 f = g 인 함수들 이라면 g가 적분이 가능하고  f 와 g의 적분이 동일한 경우에만 f도 적분 가능하다. 디랙 델타 함수를 엄밀하게 정의 하려면 측도론 또는 분포 이론이 필요하다.

## 역사
조제프 푸리에는 그의 논문 Théorie analytique de la chaleur에서 현재 푸리에 적분 정리라고 불리는 것을 다음과 같은 형식으로 제시했다.
{\displaystyle f(x)={\frac {1}{2\pi }}\int _{-\infty }^{\infty }\ \ d\alpha \,f(\alpha )\ \int _{-\infty }^{\infty }dp\ \cos(px-p\alpha )\,}
이것은 다음과 같은 형태로 {\displaystyle \delta } 함수를 도입하는 것과 같다:
{\displaystyle \delta (x-\alpha )={\frac {1}{2\pi }}\int _{-\infty }^{\infty }dp\ \cos(px-p\alpha )\ .}
나중에 오귀스탱 코시는 지수 함수를 사용하여 이 정리를 표현했다.
{\displaystyle f(x)={\frac {1}{2\pi }}\int _{-\infty }^{\infty }\ e^{ipx}\left(\int _{-\infty }^{\infty }e^{-ip\alpha }f(\alpha )\,d\alpha \right)\,dp.}
코시는 일부 상황에서 적분 순서가 이 결과에서 중요하다고 지적했다(푸비니 정리와 대조적이다).
분포 이론을 사용하여 엄밀히 증명된 것처럼, 코시 등식은 푸리에의 원래 공식과 유사하도록 재배열 될 수 있으며 {\displaystyle \delta } 함수를 다음과 같이 드러낸다:
{\displaystyle {\begin{aligned}f(x)&={\frac {1}{2\pi }}\int _{-\infty }^{\infty }e^{ipx}\left(\int _{-\infty }^{\infty }e^{-ip\alpha }f(\alpha )\,d\alpha \right)\,dp\\[4pt]&={\frac {1}{2\pi }}\int _{-\infty }^{\infty }\left(\int _{-\infty }^{\infty }e^{ipx}e^{-ip\alpha }\,dp\right)f(\alpha )\,d\alpha =\int _{-\infty }^{\infty }\delta (x-\alpha )f(\alpha )\,d\alpha ,\end{aligned}}}
여기서 {\displaystyle \delta } 함수는 다음과 같이 표현된다.
{\displaystyle \delta (x-\alpha )={\frac {1}{2\pi }}\int _{-\infty }^{\infty }e^{ip(x-\alpha )}\,dp\ .}
지수 형식에 대한 엄밀한 해석과 그 적용에 필요한 함수 {\displaystyle f}에 대한 다양한 제한은 수세기에 걸쳐 확장되었다. 고전적 방식의 문제점은 다음과 같이 설명된다.
고전적인 푸리에 변환의 가장 큰 단점은 효과적으로 계산할 수 있는 함수들의 범위가 다소 좁다는 것이다. 즉, 이들 함수는 푸리에 적분의 존재를 보장하기 위해 무한대 근처에서 충분히 빠르게 0으로 감소하는 것이 필요하다. 예를 들어, 다항식과 같은 간단한 함수의 푸리에 변환은 고전적인 의미에서 존재하지 않는다. 고전적인 푸리에 변환을 분포로 확장하면서 변환할 수 있는 함수의 종류가 상당히 확대되었고 이로 인해 많은 장애물이 제거되었다.
추가적 발전에는 "Plancherel의 선구적인 L2-이론(1910)으로 시작하여 위너 와 보흐너의 작업(약 1930)으로 계속되고 로랑 슈바르츠의 분포 이론(1945)으로의 융합으로 절정에 달하는 푸리에 적분의 일반화가 포함된다. ..."
무한히 큰 단위 충격 델타 함수(코시 분포의 무한소 버전)에 대한 무한소 공식은 오귀스탱 루이 코시의 1827년 텍스트에 명시적으로 나타난다. 시메옹 드니 푸아송은 훗날에 구스타프 키르히호프가 했던 것처럼 파동 전파 연구와 관련하여 이 문제를 고려했다. 키르히호프와 헤르만 폰 헬름홀츠는 단위 충격를 정규 분포의 극한으로 도입했으며, 이는 켈빈의 점 열원 개념과도 일치한다. 19세기 말에 올리버 헤비사이드는 형식 푸리에 급수를 사용하여 단위 충격을 다루었다. 이와 같은 디랙 델타 함수는 폴 디랙이 1927년 논문 The Physical Interpretation of the Quantum Dynamics 에서 소개했으며 그의 교과서 The Principles of Quantum Mechanics에서 사용했다. 그는 그것을 불연속 크로네커 델타의 연속 아날로그로 사용했기 때문에 "델타 함수"라고 불렀다.

## 정의

### 순진한 정의
디랙 델타는 무한대 값을 가진 원점을 제외하고 모든 곳에서 0인 실직선 상의 함수로 대략적으로 생각될 수 있다.
{\displaystyle \delta (x)\simeq {\begin{cases}+\infty ,&x=0\\0,&x\neq 0\end{cases}}}
또한 다음을 만족하도록 제한된다.
{\displaystyle \int _{-\infty }^{\infty }\delta (x)\,\mathrm {d} x=1.}
그러나 이것은 휴리스틱에 불과하다. 디랙 델타는 전통적인 의미의 함수가 아니다. 디랙 델타 함수는 분포 또는 측도로 엄격하게 정의될 수 있다.

### 측도론적 정의
디랙 델타 함수의 개념을 엄격하게 정의하는 한 가지 방법은 측도의 일종으로 정의하는 것이다. 측도는 집합에 길이, 넓이, 부피, {\displaystyle n}차원 부피 등을 일반화한 집합의 "크기"를 정하는 함수이다. 대략 어떤 성질을 만족하는 "측도 가능 집합"들을 정의하고 측도 가능 집합들에 음이 아닌 실수 또는 무한대 값을 부여한다. 즉, 그 집합의 "크기"을 정하는 방법이다. 실수 직선 {\displaystyle \mathbb {R} }의 측도 가능 집합 {\displaystyle A\subset \mathbb {R} }에 대해
{\displaystyle \delta (A)={\begin{cases}1,&{\text{if }}0\in A\\0,&{\text{if }}0\notin A\end{cases}}}
인 측도를 정의하고 이를 디랙 측도라고 한다. 르베그 적분은 이 정의에 필요한 해석학을 제공한다. 측도 {\displaystyle \delta }에 대한 르베그 적분은 모든 콤팩트 지지 연속 함수 {\displaystyle f}에 대해 다음을 충족한다.
{\displaystyle \int _{-\infty }^{\infty }f(x)\,\delta (\mathrm {d} x)=f(0)}
측도 {\displaystyle \delta }는 르베그 측도에 대해 절대 연속적이지 않으며, 특이 측도이다. 결과적으로 델타 측도에는 (르베그 측도과 관련하여)라돈-니코딤 도함수이 없다. 즉,
{\displaystyle \int _{-\infty }^{\infty }f(x)\,\delta (x)\,\mathrm {d} x=f(0)}
이 성립하는 함수가 없다. 결과적으로 후자의 표기법은 편리한 표기법 남용이며 표준(리만 또는 르베그) 적분법이 아니다.
{\displaystyle \mathbb {R} }에 대한 확률 측도로서 델타 측도는 단위 계단 함수인 누적 분포 함수를 특징으로 한다.
{\displaystyle H(x)={\begin{cases}1&{\text{if }}x\geq 0\\0&{\text{if }}x<0.\end{cases}}}
이는 {\displaystyle H(x)}가 측도 {\displaystyle \delta }에 대한 누적 지표 함수 1(−∞, x] 의 적분임을 의미한다.
{\displaystyle H(x)=\int _{\mathbf {R} }\mathbf {1} _{(-\infty ,x]}(t)\,\delta (\mathrm {d} t)=\delta (-\infty ,x],}
후자는 이 구간의 측도 {\displaystyle \delta ((-\infty ,x])}이다. 따라서 특히 연속 함수에 대한 델타 함수의 적분은 리만-스틸체스 적분으로 적절하게 이해될 수 있다. 
{\displaystyle \int _{-\infty }^{\infty }f(x)\,\delta (\mathrm {d} x)=\int _{-\infty }^{\infty }f(x)\,\mathrm {d} H(x).}
{\displaystyle \delta }의 모든 고차 모멘트는 0이다. 특히 특성 함수와 모멘트 생성 함수는 모두 1과 같다.

### 분포론적 정의
분포론에서 일반화된 함수는 그 자체로 함수가 아니라 다른 함수에 대해 "적분"될 때 다른 함수에 미치는 영향에 대해서만 규정된다.  이에 따라 델타 함수를 적절하게 정의하려면 충분히 "좋은" 시험 함수 {\displaystyle \varphi }에 대해 델타 함수의 "적분"이 무엇인지 말하는 것으로 충분하다. 시험 함수는 범프 함수라고도 한다. 델타 함수가 이미 측도값으로 이해된 경우 해당 측도값에 대한 시험 함수의 르베그 적분이 필요한 적분을 제공한다.

시험 함수의 일반적인 공간은 {\displaystyle \mathbb {R} }의 모든 매끄러운 함수로 구성되며 필요한 만큼 많은 도함수를 지지하는 콤팩트 지지가 있다. 분포로서 디랙 델타는 시험 함수의 공간에서 선형 함수이며 모든 시험 함수 {\displaystyle \varphi }에 대해 

| {\displaystyle \delta [\varphi ]=\varphi (0)} | \| \| \| \| \| \| \| \| | (1) |
|                                               |                         |     |
|                                               |                         |     |
로 정의된다.
{\displaystyle \delta }가 적절한 분포가 되려면 시험 함수 공간에서 적절한 위상에서 연속적이어야 한다. 일반적으로 분포를 정의하기 위한 시험 함수 공간의 선형 함수 {\displaystyle S}의 경우, 모든 양의 정수 {\displaystyle N}에 대해 모든 시험 함수 {\displaystyle \varphi }에 대해 다음과 같은 정수 {\displaystyle M_{N}}과 상수 {\displaystyle C_{N}}이 있는 것이 필요하고 충분한다. 하나는 부등식이 있다.
{\displaystyle \left|S[\varphi ]\right|\leq C_{N}\sum _{k=0}^{M_{N}}\sup _{x\in [-N,N]}\left|\varphi ^{(k)}(x)\right|}
여기서 {\displaystyle \sup }는 상한을 나타낸다. {\displaystyle \delta } 분포를 사용하면 모든 {\displaystyle N}에 대해 {\displaystyle M_{N}=0}인 부등식({\displaystyle C_{N}=1}이 있다. 따라서 {\displaystyle \delta }는 차수가 0인 분포이다. 또한 콤팩트 지지가 포함된 분포이다(지지는 {0}임).
델타 분포는 여러 동등한 방법으로 정의할 수도 있다. 예를 들어, 델타 분포는 헤비사이드 계단 함수의 분포 도함수이다. 이는 모든 시험 함수 {\displaystyle \varphi }에 대해
{\displaystyle \delta [\varphi ]=-\int _{-\infty }^{\infty }\varphi '(x)\,H(x)\,\mathrm {d} x.}
직관적으로 부분 적분이 허용된다면 후자의 적분은 다음과 같이 단순화되어야 한다.
{\displaystyle \int _{-\infty }^{\infty }\varphi (x)\,H'(x)\,\mathrm {d} x=\int _{-\infty }^{\infty }\varphi (x)\,\delta (x)\,\mathrm {d} x,}
그리고 실제로 스틸체스 적분에 대해 부분에 의한 적분의 형태가 허용되며, 이 경우 하나는 다음을 갖는다.
{\displaystyle -\int _{-\infty }^{\infty }\varphi '(x)\,H(x)\,\mathrm {d} x=\int _{-\infty }^{\infty }\varphi (x)\,\mathrm {d} H(x).}
측도론의 맥락에서 디랙 측도는 적분에 의한 분포를 발생시킨다. 반대로 방정식 (1)은 리츠 표현 정리에 의해 어떤 라돈 측도에 관한 {\displaystyle \varphi }의 르베그 적분으로 표현될 수 있는 모든 콤팩트 지지 연속 함수 {\displaystyle \varphi }의 공간에 대한 다니엘 적분을 정의한다.

### 고차원 일반화
델타 함수는 {\displaystyle n}차원 유클리드 공간 {\displaystyle \mathbb {R} ^{n}}에서 모든 콤팩트 지지 연속 함수 {\displaystyle f}에 대해 다음과 같은 측도로 정의할 수 있다.
{\displaystyle \int _{\mathbf {R} ^{n}}f(\mathbf {x} )\,\delta (\mathrm {d} \mathbf {x} )=f(\mathbf {0} )}

측도로서 {\displaystyle n} 차원 델타 함수는 각 변수들의 개별적 1차원 델타 함수들의 곱 측도이다. 따라서,  {\displaystyle \mathbf {x} =(x_{1},x_{2},\dots ,x_{n})}이라 할 때,

| {\displaystyle \delta (\mathbf {x} )=\delta (x_{1})\,\delta (x_{2})\cdots \delta (x_{n}).} | \| \| \| \| \| \| \| \| | (2) |
|                                                                                            |                         |     |
|                                                                                            |                         |     |
델타 함수는 1차원에서 위와 같이 정확하게 분포의 의미로 정의될 수도 있다. 그러나, (2)가 공학적 맥락에서 널리 사용됨에도 불구하고 분포의 곱은 매우 좁은 조건에서만 정의될 수 있기 때문에 주의해서 다뤄야 한다.  
측도의 개념은 실수 집합 뿐만 아니라 임의의 집합에서 정의된다. 즉, 디랙 측도도 실수 집합이 아닌 집합에서도 정의 된다. {\displaystyle X}가 집합이고, {\displaystyle x_{0}\in X}가 특정된 점이고, {\displaystyle \Sigma }가 {\displaystyle X}의 부분 집합들이 이루는 시그마 대수라면, 집합 {\displaystyle A\in \Sigma }에 대해 정의된 디랙 측도는 다음과 같다.
{\displaystyle \delta _{x_{0}}(A)={\begin{cases}1&{\text{if }}x_{0}\in A\\0&{\text{if }}x_{0}\notin A\end{cases}}}

델타 함수의 또 다른 일반적인 일반화는 미분 가능한 다양체에 대한 일반화이다. 미분 다양체는 미분 구조를 가지고 있어서 분포로서의 대부분의 성질을 이용할 수 있다. 점 {\displaystyle x_{0}\in M}에 중심을 둔 다양체 {\displaystyle M}의 델타 함수는 {\displaystyle M}에서 정의된 모든 콤팩트 지지 매끄러운 실수 값 함수 φ에 대해 다음 분포로 정의된다:

| {\displaystyle \delta _{x_{0}}[\varphi ]=\varphi (x_{0})} | \| \| \| \| \| \| \| \| | (3) |
|                                                           |                         |     |
|                                                           |                         |     |
이 구성의 특수한 경우는 {\displaystyle M}이 유클리드 공간 {\displaystyle \mathbb {R} ^{n}}에서 열린집합인 경우이다.
국소 콤팩트 하우스도르프 공간 {\displaystyle X}에서 점 x에 집중된 디랙 델타 측도값은 콤팩트하게 지지되는 연속 함수 φ 의 다니엘 적분(3)과 관련된 라돈 측도이다. 이 수준의 일반화에서는 미적분 자체가 더 이상 가능하지 않지만 추상 해석학의 다양한 방법을 사용할 수 있다. 예를 들어, 사상 {\displaystyle x_{0}\mapsto \delta _{x_{0}}}은 모호한 위상을 갖춘 {\displaystyle X}의 유한한 라돈 측도 공간에 {\displaystyle X}를 연속적으로 매장하는 것이다. 또한, 이 매장에서 {\displaystyle X} 상의 볼록 껍질은 {\displaystyle X}의 확률 측도 공간에서 조밀하다.

## 근사 표현

정규 분포의 극한을 이용한 디랙 델타 함수의 근사 표현
as.

델타 함수는 다음과 같이 다양한 근사 표현을 갖는다.
{\displaystyle {\begin{aligned}\delta (t)&=\lim _{h\to 0^{+}}{\frac {1}{h}}{\mathit {\Pi }}\left({\frac {t}{h}}\right)\\&=\lim _{h\to 0^{+}}{\frac {1}{h{\sqrt {\pi }}}}\exp \left[-{\frac {t^{2}}{h^{2}}}\right]\\&=\lim _{h\to 0^{+}}{\frac {1}{h}}\operatorname {sinc} {\frac {t}{h}}\\&=\lim _{h\to 0^{+}}{\frac {1}{\pi h}}{\frac {1}{1+(t/h)^{2}}}.\end{aligned}}}
여기서 {\displaystyle {\mathit {\Pi }}}와 {\displaystyle \operatorname {sinc} }는 다음과 같이 정의된다.
{\displaystyle {\begin{aligned}{\mathit {\Pi }}(t)&=\left\{{\begin{array}{ll}1,&-0.5\leq t\leq 0.5,\\0,&{\text{otherwise}}.\end{array}}\right.\\\operatorname {sinc} t&={\frac {\sin \pi t}{\pi t}}.\end{aligned}}}
참고로 {\displaystyle \exp[-t^{2}]/{\sqrt {\pi }}}와 {\displaystyle 1/[\pi (1+t^{2})]}은 각각 정규 분포와 코시 로렌츠 분포의 확률 밀도 함수를 나타낸다.

## 성질

### 척도구성과 대칭성(Scaling and symmetry)
델타 함수는 0이 아닌 상수 {\displaystyle \alpha }에 대해 다음 성질을 충족한다. 
{\displaystyle \int _{-\infty }^{\infty }\delta (\alpha x)\,\mathrm {d} x=\int _{-\infty }^{\infty }\delta (u)\,{\frac {\mathrm {d} u}{|\alpha |}}={\frac {1}{|\alpha |}}}

그래서

| {\displaystyle \delta (\alpha x)={\frac {\delta (x)}{\|\alpha \|}}.} | \| \| \| \| \| \| \| \| | (4) |
|                                                                      |                         |     |
|                                                                      |                         |     |
스케일링 성질 증명:{\displaystyle {\begin{aligned}\delta (\alpha x)&=\lim _{b\to 0}{\frac {1}{|b|{\sqrt {\pi }}}}e^{-(\alpha x/b)^{2}}\qquad {\text{since }}b{\text{ is a dummy variable, we set }}b=\alpha c\\&=\lim _{c\to 0}{\frac {1}{|\alpha c|{\sqrt {\pi }}}}e^{-(\alpha x/(\alpha c))^{2}}\\&=\lim _{c\to 0}{\frac {1}{|\alpha |}}{\frac {1}{|c|{\sqrt {\pi }}}}e^{-(x/c)^{2}}={\frac {1}{|\alpha |}}\delta (x)\end{aligned}}}
이 증명에서 델타 함수 표현은 0이 중심인 정규 분포 함수열의 극한으로 정의된 델타 함수 {\displaystyle \delta (x)=\lim _{b\to 0}{\frac {1}{|b|{\sqrt {\pi }}}}e^{-(x/b)^{2}}}가 사용되었다. 이 증명은 짝함수인 한 다른 델타 함수 표현을 함수 열의 극한으로 사용하여 만들 수 있다.
특히, 델타 함수는 다음과 같은 의미에서 짝(대칭)분포이다.
{\displaystyle \delta (-x)=\delta (x)}
이는 -1차 동차함수라고 할 수 있다.

### 대수적 성질
x와 δ의 분포곱은 0과 같다.
{\displaystyle x\,\delta (x)=0.}
반대로 두 분포 {\displaystyle f}와 {\displaystyle g}에 대해 {\displaystyle xf(x)=xg(x)}이면 어떤 상수 c에 대해
{\displaystyle f(x)=g(x)+c\delta (x)}
이다.

### 옮김
옮겨진 디랙 델타와 다른 함수의 적분은
{\displaystyle \int _{-\infty }^{\infty }f(t)\,\delta (t-T)\,\mathrm {d} t=f(T)}
이다. 이것은 선별 성질 또는 샘플링 성질이라고도 한다. 이 성질을 델타 함수가 {\displaystyle t=T}에서 {\displaystyle f(t)}의 값을 "걸러낸다"고 표현한다.
옮겨진 디랙 델타 {\displaystyle \delta _{T}(t)=\delta (t-T)}와 함수 {\displaystyle f(t)}를 합성곱하면{\displaystyle f(t)}를 같은 양만큼 옮기는 것과 같다. 이것은 때때로 옮김 성질이라고 한다.
{\displaystyle {\begin{aligned}(f*\delta _{T})(t)\ &{\stackrel {\mathrm {def} }{=}}\ \int _{-\infty }^{\infty }f(\tau )\,\delta (t-T-\tau )\,\mathrm {d} \tau \\&=\int _{-\infty }^{\infty }f(\tau )\,\delta (\tau -(t-T))\,\mathrm {d} \tau \qquad {\text{since}}~\delta (-x)=\delta (x)~~{\text{by (4)}}\\&=f(t-T).\end{aligned}}}
선별 성질은 {\displaystyle T} 중심에 있는 함수의 값을 찾는 반면 옮김 성질은 옮겨진 함수를 반환한다. 이동 성질은 {\displaystyle f}가 조정된 분포라는 정확한 조건 하에서 유지된다(아래 푸리에 변환에 대한 설명 참조). 예를 들어 특별한 경우로  다음 항등식(분포론적 의미로 이해됨)을 얻는다:
{\displaystyle \int _{-\infty }^{\infty }\delta (\xi -x)\delta (x-\eta )\,\mathrm {d} x=\delta (\eta -\xi ).}

### 함수와 분포의 합성
보다 일반적으로, 델타 분포는 익숙한 변수 변경 공식이 유지되는 방식으로 매끄러운 함수 {\displaystyle g(x)}로 합성될 수 있다.
{\displaystyle \int _{\mathbb {R} }\delta {\bigl (}g(x){\bigr )}f{\bigl (}g(x){\bigr )}\left|g'(x)\right|\mathrm {d} x=\int _{g(\mathbb {R} )}\delta (u)\,f(u)\,\mathrm {d} u}
단, {\displaystyle g}는 {\displaystyle g'}가 0이 아닌 연속 미분 가능한 함수이다.  분포에 의미를 부여하는 고유한 방법이 있다. {\displaystyle \delta \circ g} 따라서 이 항등식은 모든 콤팩트 지지 시험 함수 {\displaystyle f}에 대해 유지된다. 따라서 {\displaystyle g'=0} 지점을 제외하려면 도메인을 분할해야 한다. 이 분포는 {\displaystyle g}가 여기에서도 0이 아닌 경우 {\displaystyle \delta (g(x))=0} 충족하고, 그렇지 않으면 {\displaystyle g}가 {\displaystyle x_{0}}에서 실근을 갖는 경우 다음을 충족한다.
{\displaystyle \delta (g(x))={\frac {\delta (x-x_{0})}{|g'(x_{0})|}}.}
따라서 연속적으로 미분 가능한 함수 {\displaystyle g}에 대한 합성{\displaystyle \delta (g(x))}를 다음과 같이 정의하는 것이 자연스럽다.
{\displaystyle \delta (g(x))=\sum _{i}{\frac {\delta (x-x_{i})}{|g'(x_{i})|}}}
여기서 합은 단순하다고 가정되는 {\displaystyle g(x)}의 모든 근(즉, 모든 다른 근)에 걸쳐 더해진다. 따라서 예를 들어
{\displaystyle \delta \left(x^{2}-\alpha ^{2}\right)={\frac {1}{2|\alpha |}}{\Big [}\delta \left(x+\alpha \right)+\delta \left(x-\alpha \right){\Big ]}.}
적분 형식에서 일반화된 스케일링 성질은 다음과 같이 쓸 수 있다.
{\displaystyle \int _{-\infty }^{\infty }f(x)\,\delta (g(x))\,\mathrm {d} x=\sum _{i}{\frac {f(x_{i})}{|g'(x_{i})|}}.}

### 부정 적분
상수 {\displaystyle a\in \mathbb {R} }와 "얌전한" 임의의 실수 값 함수 {\displaystyle y(x)}에 대해 다음이 성립한다:
{\displaystyle \displaystyle {\int }y(x)\delta (x-a)dx=y(a)H(x-a)+C}
여기서 {\displaystyle H(x)}는 헤비사이드 계단 함수이고 {\displaystyle C}는 전통적인 적분 상수이다.

### 고차원 델타 함수의 성질
{\displaystyle n} 차원 공간의 델타 분포는 대신 다음 스케일링 성질을 충족한다.
{\displaystyle \delta (\alpha \mathbf {x} )=|\alpha |^{-n}\delta (\mathbf {x} )}
따라서 {\displaystyle \delta }는 -{\displaystyle n} 차 동차 분포이다.
반사 또는 회전 ρ에서 델타 함수는 불변이며,
{\displaystyle \delta (\rho \mathbf {x} )=\delta (\mathbf {x} )~.}
변수가 하나인 경우와 마찬가지로 쌍 립시츠 함수 {\displaystyle g:\mathbb {R} ^{n}\rightarrow \mathbb {R} ^{n}} 사용하여 모든 콤팩트 지지 함수 {\displaystyle f}에 대해 {\displaystyle \delta }의 합성을 고유하게 정의할 수 있다.
{\displaystyle \int _{\mathbb {R} ^{n}}\delta (g(\mathbf {x} ))\,f(g(\mathbf {x} ))\left|\det g'(\mathbf {x} )\right|\mathrm {d} \mathbf {x} =\int _{g(\mathbb {R} ^{n})}\delta (\mathbf {u} )f(\mathbf {u} )\,\mathrm {d} \mathbf {u} }
기하 측도론의 공면적 공식을 사용하여 하나의 유클리드 공간에서 다른 차원의 다른 공간으로 침몰하는 델타 함수의 구성을 정의할 수도 있다. 결과는 current의 한 유형이다. 연속적으로 미분 가능한 함수 {\displaystyle g:\mathbb {R} ^{n}\rightarrow \mathbb {R} }의 특수한 경우 이므로 {\displaystyle g}의 기울기는 0이 아니며 다음 항등식을 유지한다 
{\displaystyle \int _{\mathbb {R} ^{n}}f(\mathbf {x} )\,\delta (g(\mathbf {x} ))\,\mathrm {d} \mathbf {x} =\int _{g^{-1}(0)}{\frac {f(\mathbf {x} )}{|\mathbf {\nabla } g|}}\,\mathrm {d} \sigma (\mathbf {x} )}
여기서 오른쪽의 적분은 {\displaystyle g^{-1}(0)}, 민코프스키 내용 측도에 대해 {\displaystyle g(\mathbf {x} )=0}으로 정의된 (n − 1) 차원 곡면이다. 이것은 단순 계층 적분으로 알려져 있다.
보다 일반적으로, {\displaystyle S}가 {\displaystyle \mathbb {R} ^{n}}의 매끄러운 초곡면인 경우, {\displaystyle S}에 대해 콤팩트하게 지지되는 매끄러운 함수 {\displaystyle g}를 적분하는 분포를 {\displaystyle S}에 연결할 수 있다.
{\displaystyle \delta _{S}[g]=\int _{S}g(\mathbf {s} )\,\mathrm {d} \sigma (\mathbf {s} )}
여기서 {\displaystyle \sigma }는 {\displaystyle S}와 관련된 초곡면 측도이다. 이 일반화는 {\displaystyle S}의 단순 층 전위에 대한 퍼텐셜 이론과 관련이 있다. {\displaystyle D}가 매끄러운 경계 {\displaystyle S}가 있는 {\displaystyle \mathbb {R} ^{n}}의 도메인인 경우 {\displaystyle \delta _{S}}분포 의미에서 {\displaystyle D} 지시 함수의 정규 도함수와 같다.
{\displaystyle -\int _{\mathbb {R} ^{n}}g(\mathbf {x} )\,{\frac {\partial 1_{D}(\mathbf {x} )}{\partial n}}\,\mathrm {d} \mathbf {x} =\int _{S}\,g(\mathbf {s} )\,\mathrm {d} \sigma (\mathbf {s} ),}
여기서 {\displaystyle n}은 바깥 방향 법선이다.   증명을 위해 예를 들어 곡면 델타 함수에 대한 문서를 참조하라.

## 델타 함수의 푸리에 변환
델타 함수는 조정된 분포이므로 푸리에 변환이 잘 정의되어 있다. 공식적으로
{\displaystyle {\widehat {\delta }}(\xi )=\int _{-\infty }^{\infty }e^{-2\pi ix\xi }\,\delta (x)\mathrm {d} x=1.}
제대로 말하면, 분포의 푸리에 변환은 쌍대 쌍 {\displaystyle \langle \cdot ,\cdot \rangle } 아래에서 푸리에 변환의 자기 수반성을 부과함으로써 정의된다.  슈바르츠 함수를 사용한 강화 분포. 따라서 {\displaystyle {\widehat {\delta }}}는 모든 슈바르츠 함수 {\displaystyle \varphi }에 대해 다음을 만족하는 유일한 조정된 분포로 정의된다.
{\displaystyle \langle {\widehat {\delta }},\varphi \rangle =\langle \delta ,{\widehat {\varphi }}\rangle }
그리고 이것으로부터 {\displaystyle {\widehat {\delta }}=1}과 같은 결과가 나온다.
이러한 항등식의 결과로 델타 함수와 다른 조정된 분포 {\displaystyle S}의 합성곱은 단순히 {\displaystyle S}이다.
{\displaystyle S*\delta =S.}
즉, {\displaystyle \delta }는 조정된 분포에 대한 합성곱에 대한 항등원이며, 실제로 합성곱에서 콤팩트 지지 분포들의 공간은 델타 함수와 항등원이 있는 결합 대수이다. 이 성질은 신호 처리 에서 기본적이다. 조절된 분포가 있는 합성곱은 선형 시불변 계 이고 선형 시불변 계을 적용하면 충격 응답이 측도된다. 충격 응답은 {\displaystyle \delta }에 대한 적절한 근사치를 선택하여 원하는 정확도로 계산할 수 있으며 일단 알려지면 계을 완전히 특성화한다.
조정된 분포{\displaystyle f(\xi )=1}의 역 푸리에 변환은 델타 함수이다.
{\displaystyle \int _{-\infty }^{\infty }1\cdot e^{2\pi ix\xi }\,\mathrm {d} \xi =\delta (x)}
그리고 더 엄밀하게는 모든 슈바르츠 함수에 대해 {\displaystyle f} 다음과 같다.
{\displaystyle \langle 1,{\widehat {f}}\rangle =f(0)=\langle \delta ,f\rangle }
이러한 용어에서 델타 함수는 R에서 푸리에 핵의 직교성에 대한 암시적인 설명을 제공한다. 공식적으로는
{\displaystyle \int _{-\infty }^{\infty }e^{i2\pi \xi _{1}t}\left[e^{i2\pi \xi _{2}t}\right]^{*}\,\mathrm {d} t=\int _{-\infty }^{\infty }e^{-i2\pi (\xi _{2}-\xi _{1})t}\,\mathrm {d} t=\delta (\xi _{2}-\xi _{1}).}
물론 이것은 템퍼링된 분포의 푸리에 변환
{\displaystyle f(t)=e^{i2\pi \xi _{1}t}}
이
{\displaystyle {\widehat {f}}(\xi _{2})=\delta (\xi _{1}-\xi _{2})}
이는 다시 푸리에 변환의 자기수반 성질을 부여함으로써 뒤따른다.
푸리에 변환의 해석적 연장에 의해 델타 함수의 라플라스 변환은 
{\displaystyle \int _{0}^{\infty }\delta (t-a)\,e^{-st}\,\mathrm {d} t=e^{-sa}.}

## 충격 응답(Impulse response)[34]
주어진 선형 상미분 방정식이 자율적(autonomous)일 경우 모든 초기조건을 0으로 두고 입력으로 델타 함수를 인가했을 때 얻게 되는 해를 충격 응답이라 한다. 충격 응답은 선형 상미분 방정식의 해를 구하는데 중요한 역할을 한다. 다음과 같이 선형 연산자
{\displaystyle L=\sum _{k=0}^{n}c_{k}{\frac {d^{k}}{dx^{k}}},\;(c_{k}\in \mathbb {R} )}

과 미지 함수 {\displaystyle y}, 그리고 입력 {\displaystyle f}로 표현된 자율적 선형 상미분 방정식을 고려하자.
{\displaystyle Ly=f,\quad y(0)=\left.{\frac {dy}{dx}}\right|_{x=0}=\cdots =\left.{\frac {d^{n-1}y}{dx^{n-1}}}\right|_{x=0}=0.}

이 방정식의 충격 응답을 {\displaystyle h}라 하면 미분 방정식의 해는 다음과 같다.
{\displaystyle y(x)=\int _{-\infty }^{\infty }f(\tau )h(x-\tau )d\tau .}

## 델타 함수의 표현
델타 함수는 함수열의 극한으로 볼 수 있다.
{\displaystyle \delta (x)=\lim _{\varepsilon \to 0^{+}}\eta _{\varepsilon }(x),}

여기서 {\displaystyle \eta _{\varepsilon }(x)}는 초기 델타 함수라고도 한다. 이 극한은 약한 극한을 의미한다.

| {\displaystyle \lim _{\varepsilon \to 0^{+}}\int _{-\infty }^{\infty }\eta _{\varepsilon }(x)f(x)\,dx=f(0)} | \| \| \| \| \| \| \| \| | (5) |
| |                         |     |
| |                         |     |
콤팩트 지지을 갖는 모든 연속 함수 {\displaystyle f}에 대해, 또는 이 극한은 콤팩트 지지을 갖는 모든 매끄러운 함수 {\displaystyle f}에 대해 유지된다. 약한 수렴의 이 두 가지 약간 다른 모드 사이의 차이는 종종 미묘하다. 전자는 측도의 모호한 위상에서의 수렴이고 후자는 분포의 의미에서 수렴이다.

### 항등원 근사
일반적으로 초기 델타 함수 {\displaystyle \eta _{\varepsilon }}을 다음과 같은 방식으로 구성할 수 있다. {\displaystyle \eta }를 전체 적분값이 1인 R에 대해 절대 적분할 수 있는 함수라고 하고 다음을 정의한다.
{\displaystyle \eta _{\varepsilon }(x)=\varepsilon ^{-1}\eta \left({\frac {x}{\varepsilon }}\right).}
n 차원에서는 스케일링을 대신 사용한다.
{\displaystyle \eta _{\varepsilon }(x)=\varepsilon ^{-n}\eta \left({\frac {x}{\varepsilon }}\right).}
그런 다음 변수를 간단히 변경하면 {\displaystyle \eta _{\varepsilon }}도 적분 1을 가짐을 알 수 있다. ( 5 )는 모든 콤팩트 지지 연속 함수{\displaystyle f}  에 대해 유지되고 따라서 {\displaystyle \eta _{\varepsilon }}은 측도의 의미에서 δ 로 약하게 수렴한다는 것을 보여줄 수 있다.
이러한 방식으로 구성된 {\displaystyle \eta _{\varepsilon }}는 항등원 근사로 알려져 있다. 이 용어는 {\displaystyle f}와 {\displaystyle g}가 {\displaystyle L^{1}(\mathbb {R} )}에 있을 때마다 {\displaystyle f*g\in L^{1}(\mathbb {R} )} 함수의 합성곱 연산 하에서 절대 적분 가능 함수의 공간 {\displaystyle L^{1}(\mathbb {R} )}이 닫히기 때문이다. 그러나 합성곱 곱에 대한 {\displaystyle L^{1}(\mathbb {R} )}에는 항등원이 없다. 모든 {\displaystyle f}에 대해 {\displaystyle f*h=f}인 원소 {\displaystyle h}가 없다. 그럼에도 불구하고 수열 {\displaystyle (\eta _{\varepsilon })}는
{\displaystyle f*\eta _{\varepsilon }\to f\quad {\text{as }}\varepsilon \to 0.}
과 같은 의미에서 항등원을 근사한다. 이 극한은 평균 수렴( {\displaystyle L^{1}(\mathbb {R} )}의 수렴)의 의미에서 유지된다. {\displaystyle \eta _{\varepsilon }}에 대한 추가 조건, 예를 들어 콤팩트 지지 함수와 관련된 완화자 거의 모든 곳에서 점별 수렴성을 보장하는 데 필요하다.
초기 함수 {\displaystyle \eta =\eta _{1}} 자체가 매끄럽고 콤팩트 지지인 경우 수열를 완화자라고 한다. 예를 들어, 적절하게 정규화된 범프 함수가 되도록 {\displaystyle \eta }를 선택하여 표준 완화자를 얻는다.
{\displaystyle \eta (x)={\begin{cases}e^{-{\frac {1}{1-|x|^{2}}}}&{\text{if }}|x|<1\\0&{\text{if }}|x|\geq 1.\end{cases}}}
수치 해석학과 같은 일부 상황에서는 항등식에 대한 조각 선형 근사가 바람직하다. 이것은 {\displaystyle \eta _{1}}을 삼각형 함수로 취함으로써 얻을 수 있다. {\displaystyle \eta _{1}}을 선택하면
{\displaystyle \eta _{\varepsilon }(x)=\varepsilon ^{-1}\max \left(1-\left|{\frac {x}{\varepsilon }}\right|,0\right)}
매끄럽지 않고 완화자는 아니지만 모두 연속적이고 콤팩트 지지된다.

### 확률론적 고려 사항
확률론의 맥락에서 항등식에 대한 근사에서 초기 {\displaystyle \eta _{1}}이 양수여야 한다는 추가 조건을 부과하는 것이 자연스럽다. 이러한 함수는 확률 분포를 나타낸다. 확률 분포가 있는 합성곱은 출력이 입력 값의 볼록 조합이므로 입력 함수의 최대값과 최소값 사이에 있기 때문에 오버슈트 또는 언더슈트가 발생하지 않기 때문에 때때로 유리하다. {\displaystyle \eta _{1}}을 임의의 확률 분포로 보고 위와 같이 {\displaystyle \eta _{\varepsilon }(x)=\eta _{1}(x/\varepsilon )/\varepsilon } 로 하면 항등식에 대한 근사를 얻을 수 있다. 일반적으로 {\displaystyle \eta }의 평균이 0이고 모멘트가 작은 경우 델타 함수로 더 빠르게 수렴한다. 예를 들어, {\displaystyle \eta _{1}}이 {\displaystyle [-1/2,1/2]}에 대한 균등 분포 인 경우 직사각형 함수라고도 한다. 
{\displaystyle \eta _{\varepsilon }(x)={\frac {1}{\varepsilon }}\operatorname {rect} \left({\frac {x}{\varepsilon }}\right)={\begin{cases}{\frac {1}{\varepsilon }},&-{\frac {\varepsilon }{2}}<x<{\frac {\varepsilon }{2}},\\0,&{\text{otherwise}}.\end{cases}}}
또 다른 예는 위그너 반원 분포이다.
{\displaystyle \eta _{\varepsilon }(x)={\begin{cases}{\frac {2}{\pi \varepsilon ^{2}}}{\sqrt {\varepsilon ^{2}-x^{2}}},&-\varepsilon <x<\varepsilon ,\\0,&{\text{otherwise}}.\end{cases}}}
이것은 연속적이고 콤팩트하게 지지되지만 부드럽지 않기 때문에 완화제가 아니다.

### 반군
초기 델타 함수는 종종 합성곱을 연산으로 하는 반군을 형성한다. 이는 {\displaystyle \eta _{\delta }}와 {\displaystyle \eta _{\varepsilon }}의 합성곱이 충족해야 하는 추가 제약에 해당한다.
{\displaystyle \eta _{\varepsilon }*\eta _{\delta }=\eta _{\varepsilon +\delta }}
모든 {\displaystyle \varepsilon }에 대해 {\displaystyle \delta >0}이다. 초기 델타 함수를 형성하는 {\displaystyle L^{1}}의 합성곱 반군은 항상 위의 의미에서 항등식에 대한 근사이지만 반군 조건은 상당히 강력한 제한이다.
델타 함수의 응용에서, 델타 함수를 근사하는 반군은 물리학적 동기 타원 또는 포물선 편미분 방정식에 대한 기본 해 또는 그린 함수로 발생한다. 이 반군은 또한 선형 시불변 계 전기 회로의 출력으로 발생한다. 추상적으로, A가 x의 함수에 작용하는 선형 연산자인 경우 초기 값 문제를 해결하여 합성곱 반군이 발생한다.
{\displaystyle {\begin{cases}{\dfrac {\partial }{\partial t}}\eta (t,x)=A\eta (t,x),\quad t>0\\[5pt]\displaystyle \lim _{t\to 0^{+}}\eta (t,x)=\delta (x)\end{cases}}}
여기서 극한은 일반적으로 약한 의미로 이해된다. {\displaystyle \eta _{\varepsilon }(x)=\eta (\epsilon ,x)}로 설정하면 관련 초기 델타 함수가 제공된다.
이러한 기본 해에서 발생하는 물리적으로 중요한 합성곱 반군의 몇 가지 예는 다음과 같다.
열핵
{\displaystyle \eta _{\varepsilon }(x)={\frac {1}{\sqrt {2\pi \varepsilon }}}\mathrm {e} ^{-{\frac {x^{2}}{2\varepsilon }}}}
로 정의된 열핵은 {\displaystyle t=0}에서 와이어의 원점에 열 에너지 단위가 저장되어 있는 경우 시간 {\displaystyle t>0}에서 무한 와이어의 온도를 나타낸다. 이 반군은 1차원 열 방정식에 따라 전개된다.
{\displaystyle {\frac {\partial u}{\partial t}}={\frac {1}{2}}{\frac {\partial ^{2}u}{\partial x^{2}}}.}
확률 이론에서 {\displaystyle \eta _{\varepsilon }(x)}는 분산 {\displaystyle \varepsilon }이고 평균 0인 정규 분포이다. 물리학에서 이것은 표준 브라운 운동을 따르는 원점에서 시작하는 입자 위치의 시간 {\displaystyle t=\varepsilon }에서의 확률 밀도를 나타낼 때 쓰인다. 이 경우, 반군 조건은 브라운 운동의 마르코프 성질의 표현이다.
고차원 유클리드 공간 {\displaystyle \mathbb {R} ^{n}}에서 열 핵은 다음과 같다.
{\displaystyle \eta _{\varepsilon }={\frac {1}{(2\pi \varepsilon )^{n/2}}}\mathrm {e} ^{-{\frac {x\cdot x}{2\varepsilon }}}}
이는 열역학에서 약간의 수정을 거쳐 물리적 해석을 가진다. 그것은 또한 분포 의미에서 초기 델타 함수를 나타낸다.
푸아송 핵
푸아송 핵
{\displaystyle \eta _{\varepsilon }(x)={\frac {1}{\pi }}\mathrm {Im} \left\{{\frac {1}{x-\mathrm {i} \varepsilon }}\right\}={\frac {1}{\pi }}{\frac {\varepsilon }{\varepsilon ^{2}+x^{2}}}={\frac {1}{2\pi }}\int _{-\infty }^{\infty }\mathrm {e} ^{\mathrm {i} \xi x-|\varepsilon \xi |}\,d\xi }
는 위쪽 절반 평면에서 라플라스 방정식의 기본 해이다. 가장자리를 따라 전위가 델타 함수에서 고정된 상태로 유지되는 반무한 판의 정전기 전위를 나타낸다. 푸아송 핵은 코시 분포, Epanechnikov 및 가우스 핵 함수와도 밀접한 관련이 있다. 이 반군은 방정식에 따라 진화한다.
{\displaystyle {\frac {\partial u}{\partial t}}=-\left(-{\frac {\partial ^{2}}{\partial x^{2}}}\right)^{\frac {1}{2}}u(t,x)}
여기서 연산자는 푸리에 승수로 엄격하게 정의된다.
{\displaystyle {\mathcal {F}}\left[\left(-{\frac {\partial ^{2}}{\partial x^{2}}}\right)^{\frac {1}{2}}f\right](\xi )=|2\pi \xi |{\mathcal {F}}f(\xi ).}

### 진동 적분
파동 전파 및 파동 역학과 같은 물리학 분야에서 관련된 방정식은 쌍곡적이므로 더 많은 특이 해를 가질 수 있다. 결과적으로 관련 코시 문제의 기본 해로 발생하는 초기 델타 함수는 일반적으로 진동 적분이다. 천음속 기체 역학의 오일러-트리코미 방정식의 해에서 나온 예는 재조정된 에어리 함수이다.
{\displaystyle \varepsilon ^{-1/3}\operatorname {Ai} \left(x\varepsilon ^{-1/3}\right).}
푸리에 변환을 사용하지만 이것이 어떤 의미에서 반군을 생성한다는 것을 쉽게 알 수 있다. 이는 절대적으로 적분할 수 없으므로 위의 강한 의미에서 반군을 정의할 수 없다. 진동 적분으로 구성된 많은 초기 델타 함수는 측도의 의미가 아니라 분포의 의미에서만 수렴한다(예: 아래의 디리클레 핵).
또 다른 예에는 {\displaystyle \mathbb {R} ^{1+1}}의 파동 방정식에 대한 다음과 같은 연립 편미분 방정식으로 나타나는 코시 문제가 있다.
{\displaystyle {\begin{aligned}c^{-2}{\frac {\partial ^{2}u}{\partial t^{2}}}-\Delta u&=0\\u=0,\quad {\frac {\partial u}{\partial t}}=\delta &\qquad {\text{for }}t=0.\end{aligned}}}
이 연립 편미방의 해 {\displaystyle u}는 원점에서 초기 교란이 있는 무한 탄성 용수철의 평형 상태로부터의 변위를 나타낸다.
이러한 종류의 항등식에 대한 다른 근사치에는 sinc 함수 (전자 및 전기 통신에서 널리 사용됨)가 포함된다.
{\displaystyle \eta _{\varepsilon }(x)={\frac {1}{\pi x}}\sin \left({\frac {x}{\varepsilon }}\right)={\frac {1}{2\pi }}\int _{-{\frac {1}{\varepsilon }}}^{\frac {1}{\varepsilon }}\cos(kx)\,dk}
및 베셀 함수
{\displaystyle \eta _{\varepsilon }(x)={\frac {1}{\varepsilon }}J_{\frac {1}{\varepsilon }}\left({\frac {x+1}{\varepsilon }}\right).}

### 평면파 분해
선형 편미분 방정식 연구에 대한 한 가지 접근 방식
{\displaystyle L[u]=f}
(여기서 {\displaystyle L}은 {\displaystyle \mathbb {R} ^{n}}에서 정의된 미분 연산자이다.)은 먼저 방정식의 해인 근본적인 해를 구하는 것이다.
{\displaystyle L[u]=\delta .}
{\displaystyle L}이 특히 단순할 때 이 문제는 종종 직접 푸리에 변환을 사용하여 해결할 수 있다(이미 언급한 포아송 핵 및 열 핵의 경우처럼). 보다 어려운 연산자의 경우 다음 형식의 방정식을 먼저 고려하는 것이 더 쉬운 경우가 있다.
{\displaystyle L[u]=h}
여기서 h는 평면 파동 함수이며, 어떤 벡터 ξ에 대해
{\displaystyle h=h(x\cdot \xi )}
가 성립함을 의미한다. 이러한 방정식은 ({\displaystyle L}의 계수가 해석 함수인 경우) 코시–코발렙스카야 정리 또는 ( {\displaystyle L}의 계수가 상수 함수인 경우) 구적법으로 풀 수 있다. 따라서 델타 함수를 평면파로 분해할 수 있으면 원칙적으로 선형 편미분 방정식을 풀 수 있다.
델타 함수를 평면파로 분해하는 것은 요한 라돈이 처음 도입한 일반적인 기술의 일부였으며 프리츠 존 (1955)이 이 형태로 개발했다. n + k 짝수 정수가 되도록 k를 선택하고 실수 s 에 대해 
{\displaystyle g(s)=\operatorname {Re} \left[{\frac {-s^{k}\log(-is)}{k!(2\pi i)^{n}}}\right]={\begin{cases}{\frac {|s|^{k}}{4k!(2\pi i)^{n-1}}}&n{\text{ odd}}\\[5pt]-{\frac {|s|^{k}\log |s|}{k!(2\pi i)^{n}}}&n{\text{ even.}}\end{cases}}}
로 둔다. 그러면 {\displaystyle \delta }는 단위 구 {\displaystyle S^{n-1}}에서 {\displaystyle \xi }에 대한 {\displaystyle g(x\cdot \xi )}의 단위 구 측도 {\displaystyle d\omega }에 대한 적분에 라플라시안의 거듭제곱을 적용하여 구한다.
{\displaystyle \delta (x)=\Delta _{x}^{(n+k)/2}\int _{S^{n-1}}g(x\cdot \xi )\,d\omega _{\xi }.}
여기서 라플라시안은 약한 도함수로 해석되므로 이 방정식은 모든 시험 함수 {\displaystyle \varphi }에 대해 다음을 의미하는 것으로 본다.
{\displaystyle \varphi (x)=\int _{\mathbf {R} ^{n}}\varphi (y)\,dy\,\Delta _{x}^{\frac {n+k}{2}}\int _{S^{n-1}}g((x-y)\cdot \xi )\,d\omega _{\xi }.}
이 결과는 푸아송 방정식의 기본 해인 뉴턴 포텐셜에 대한 공식에서 따른다. 이것은 초평면에 대한 적분에서 {\displaystyle \varphi (x)}의 값을 복구하기 때문에 본질적으로 라돈 변환 에 대한 반전 공식의 한 형태이다. 예를 들어, {\displaystyle n}이 홀수이고 {\displaystyle k=1}이면 우변의 적분은 다음과 같다.
{\displaystyle {\begin{aligned}&c_{n}\Delta _{x}^{\frac {n+1}{2}}\iint _{S^{n-1}}\varphi (y)|(y-x)\cdot \xi |\,d\omega _{\xi }\,dy\\[5pt]={}&c_{n}\Delta _{x}^{(n+1)/2}\int _{S^{n-1}}\,d\omega _{\xi }\int _{-\infty }^{\infty }|p|R\varphi (\xi ,p+x\cdot \xi )\,dp\end{aligned}}}
여기서 {\displaystyle R\varphi (\xi ,p)}는 {\displaystyle \varphi }의 라돈 변환이다.
{\displaystyle R\varphi (\xi ,p)=\int _{x\cdot \xi =p}f(x)\,d^{n-1}x.}
Gelfand & Shilov (1966–1968, I, §3.10)의 평면파 분해에 대한 대안적인 등가 표현은 다음과 같다.
{\displaystyle \delta (x)={\frac {(n-1)!}{(2\pi i)^{n}}}\int _{S^{n-1}}(x\cdot \xi )^{-n}\,d\omega _{\xi }}
{\displaystyle n}이 짝수인 경우
{\displaystyle \delta (x)={\frac {1}{2(2\pi i)^{n-1}}}\int _{S^{n-1}}\delta ^{(n-1)}(x\cdot \xi )\,d\omega _{\xi }}
{\displaystyle n} 홀수.

### 푸리에 핵
푸리에 급수 연구에서 주요 질문은 주기 함수와 관련된 푸리에 급수가 함수로 수렴하는지 여부와 어떤 의미에서 결정하는 것으로 구성된다. 주기 {\displaystyle 2\pi }의 함수 {\displaystyle f} 의 푸리에 급수의 {\displaystyle n} 번째 부분 합은 디리클레 핵을 사용하여 합성곱(구간 {\displaystyle [-\pi ,\pi ]}에서)으로 정의된다.
{\displaystyle D_{N}(x)=\sum _{n=-N}^{N}e^{inx}={\frac {\sin \left(\left(N+{\frac {1}{2}}\right)x\right)}{\sin(x/2)}}.}
따라서,
{\displaystyle s_{N}(f)(x)=D_{N}*f(x)=\sum _{n=-N}^{N}a_{n}e^{inx}}
여기서
{\displaystyle a_{n}={\frac {1}{2\pi }}\int _{-\pi }^{\pi }f(y)e^{-iny}\,dy.}
기본 푸리에 급수의 기본 결과는 디리클레 핵이 {\displaystyle [-\pi ,\pi ]}으로 제한됨을 나타낸다.  {\displaystyle N\rightarrow \infty }로 델타 함수의 배수가 되는 경향이 있다. 이것은 분포의 의미로 해석된다. 즉, 콤팩트하게 지지되는 모든 매끄러운 함수 {\displaystyle f}에 대해
{\displaystyle s_{N}(f)(0)=\int _{-\pi }^{\pi }D_{N}(x)f(x)\,dx\to 2\pi f(0).}
따라서 공식적으로
{\displaystyle \delta (x)={\frac {1}{2\pi }}\sum _{n=-\infty }^{\infty }e^{inx}}
그럼에도 불구하고 결과는 컴팩트 지지되는 모든 연속 함수에 대해 유지되지 않는다. 즉, {\displaystyle D_{N}}은 측도의 의미에서 약하게 수렴하지 않는다. 푸리에 급수의 수렴 부족으로 인해 수렴을 생성하기 위한 다양한 합산 가능 방법이 도입되었다. Cesàro 합산 방법은 Fejér 커널로 이어진다 
{\displaystyle F_{N}(x)={\frac {1}{N}}\sum _{n=0}^{N-1}D_{n}(x)={\frac {1}{N}}\left({\frac {\sin {\frac {Nx}{2}}}{\sin {\frac {x}{2}}}}\right)^{2}.}
Fejér 커널은 콤팩트하게 지지되는 모든 연속 함수 {\displaystyle f}에 대해
{\displaystyle \int _{-\pi }^{\pi }F_{N}(x)f(x)\,dx\to 2\pi f(0).}
이는 모든 연속 함수의 푸리에 급수는 모든 점에서 함수 값으로 합산할 수 있다는 의미이다.

### 힐베르트 공간론
디랙 델타 분포는 제곱 적분 가능 함수의 힐베르트 공간 {\displaystyle L^{2}}에서 조밀하게 정의된 무한 선형 형식이다. 실제로 매끄럽고 콤팩트하게 지지되는 함수는 {\displaystyle L^{2}}에서 조밀하며 이러한 함수에 대한 델타 분포의 작용은 잘 정의되어 있다. 많은 응용에서 {\displaystyle L^{2}}의 부분 공간을 식별하고 델타 함수가 유계 선형 범함수를 정의하는 더 강력한 위상을 제공하는 것이 가능하다.
소볼레프 공간
{\displaystyle \mathbb {R} }의 소볼레프 공간에 대한 소볼레프 매장 정리는 다음과 같은 모든 제곱 적분 가능 함수 {\displaystyle f}를 의미한다.
{\displaystyle \|f\|_{H^{1}}^{2}=\int _{-\infty }^{\infty }|{\widehat {f}}(\xi )|^{2}(1+|\xi |^{2})\,d\xi <\infty }
이는 자동으로 연속적이며 특히 다음을 만족한다.
{\displaystyle \delta [f]=|f(0)|<C\|f\|_{H^{1}}.}
따라서 {\displaystyle \delta }는 소볼레프 공간 {\displaystyle H^{1}}에서 유계 선형 함수이다. 동등하게 {\displaystyle \delta }는 {\displaystyle H^{1}}의 연속 쌍대 공간 {\displaystyle H^{-1}}의 원소이다. 보다 일반적으로, n 차원에서, {\displaystyle s>n/2} 일 때 {\displaystyle \delta \in H^{-s}(\mathbb {R} ^{n})}이다.

#### 정칙 함수의 공간
복소 해석학에서 델타 함수는 코시의 적분 공식을 통해 들어간다. 이 공식은 {\displaystyle D}가 매끄러운 경계를 갖는 복소 평면의 영역이면, {\displaystyle D}의 폐포에서 연속적인 {\displaystyle D}의 모든 정칙 함수 {\displaystyle f}에 대해
{\displaystyle f(z)={\frac {1}{2\pi i}}\oint _{\partial D}{\frac {f(\zeta )\,d\zeta }{\zeta -z}},\quad z\in D}
이다. 결과적으로, 델타 함수 {\displaystyle \delta _{z}}는 코시 적분에 의해 이 정칙 함수류로 표현된다.
{\displaystyle \delta _{z}[f]=f(z)={\frac {1}{2\pi i}}\oint _{\partial D}{\frac {f(\zeta )\,d\zeta }{\zeta -z}}.}
또한, {\displaystyle H^{2}(\partial D)}를 {\displaystyle D}의 경계까지 연속되는 {\displaystyle D}의 모든 정칙 함수의 {\displaystyle L^{2}(\partial D)}의 폐포로 구성된 하디 공간이라고 하자. 그러면 {\displaystyle H^{2}(\partial D)}의 함수는 {\displaystyle D}에서 정의된 정칙 함수로 유일하게 확장되고, 코시 적분 공식은 여전히 성립한다. 특히 {\displaystyle z\in D}의 경우 델타 함수 {\displaystyle \delta _{z}}는{\displaystyle H^{2}(\partial D)}에 대한 연속 선형 함수이다. 이것은 매끄러운 영역 {\displaystyle D}에 대해 Szegő 핵이 코시 적분의 역할을 하는 다변수 복소 함수의 특수한 경우이다. 

#### Resolutions of the identity
분리 가능한 힐베르트 공간에서 함수의 완전한 직교 정규 기저 {\displaystyle \{\varphi _{n}\}}이 주어지면, 예를 들어 콤팩트 자기수반 연산자의 정규화된 고유 벡터가 주어지면 모든 벡터 {\displaystyle f}는 다음과 같이 표현될 수 있다.
{\displaystyle f=\sum _{n=1}^{\infty }\alpha _{n}\varphi _{n}.}
계수 {\displaystyle \{\alpha _{n}\}}는 다음과 같이 구한다.
{\displaystyle \alpha _{n}=\langle \varphi _{n},f\rangle ,}
다음 표기법으로 나타낼 수 있다.
{\displaystyle \alpha _{n}=\varphi _{n}^{\dagger }f,}
디랙의 브라켓 표기법의 한 형태. 이 표기법을 채택하면 {\displaystyle f}의 확장은 이항 형식을 취한다. 
{\displaystyle f=\sum _{n=1}^{\infty }\varphi _{n}\left(\varphi _{n}^{\dagger }f\right).}
{\displaystyle I}가 힐베르트 공간에서 항등 연산자를 나타내도록 하면 다음 식
{\displaystyle I=\sum _{n=1}^{\infty }\varphi _{n}\varphi _{n}^{\dagger },}
은 resolution of the identity이라고 한다. 힐베르트 공간이 영역 {\displaystyle D}에서 제곱 적분 가능 함수의 공간 {\displaystyle L^{2}(D)}인 경우,
{\displaystyle \varphi _{n}\varphi _{n}^{\dagger }}
는 적분 연산자이며 {\displaystyle f}에 대한 표현식은 다음과 같이 다시 쓸 수 있다.
{\displaystyle f(x)=\sum _{n=1}^{\infty }\int _{D}\,\left(\varphi _{n}(x)\varphi _{n}^{*}(\xi )\right)f(\xi )\,d\xi .}
우변은 공간 {\displaystyle L^{2}}에서 {\displaystyle f}로 수렴한다. {\displaystyle f}가 연속 함수인 경우에도 점별의 의미로 유지될 필요는 없다. 그럼에도 불구하고 표기법을 남용하고 쓰는 것이 일반적이다.
{\displaystyle \int _{-\pi }^{\pi }F_{N}(x)f(x)\,dx\to 2\pi f(0)}
델타 함수의 표현 결과: 
{\displaystyle \delta (x-\xi )=\sum _{n=1}^{\infty }\varphi _{n}(x)\varphi _{n}^{*}(\xi ).}
{\displaystyle \Phi \subset L^{2}(D)}가 모든 콤팩트 지지 매끄러운 함수를 포함하는 적절한 갖춘 힐베르트 공간 {\displaystyle (\Phi ,L^{2}(D),\Phi ^{*})}을 사용하면 이 합은 기저 {\displaystyle \{\varphi _{n}\}}의 성질에 따라 {\displaystyle \Phi ^{*}}로 수렴할 수 있다. 실질적인 관심의 대부분의 경우 정규 직교 기저는 적분 또는 미분 연산자에서 나오며, 이 경우 급수는 분포의 의미에서 수렴한다.

### 무한 델타 함수
코시는 무한소 {\displaystyle \alpha }를 사용하여 단위 충격를 기록하고 무한히 크고 좁은 디랙 유형 델타 함수 {\displaystyle \delta _{\alpha }}를 만족한다 {\textstyle \int F(x)\delta _{\alpha }(x)\,dx=F(0)} 코시는 Cours d'Analyse (  )에서 0에 가까운 수열로 무한소를 정의했다. 즉, 이러한 null 수열는 코시와 라자르 카르노의 용어로는 무한소가 된다.
비표준 해석학을 통해 무한소를 엄격하게 정의할 수 있다. Yamashita (2007)의 논문에는 초실수가 제공하는 무한소가 풍부한 연속체의 맥락에서 현대 디랙 델타 함수에 대한 참고 문헌이 포함되어 있다. 비표준 해석학에서는, 푸리에와 코시가 예상한 대로, 디랙 델타가 모든 실함수 {\displaystyle F}에 대해 {\textstyle \int F(x)\delta _{\alpha }(x)\,dx=F(0)}과 같은 성질을 갖는 함수로 정의될 수 있다.

## 델타 함수의 도함수
델타 분포의 도함수 {\displaystyle \delta ^{\prime }}는 콤팩트 지지 매끄러운 시험 함수 {\displaystyle \varphi }에서 정의된다.  
{\displaystyle \delta '[\varphi ]=-\delta [\varphi ']=-\varphi '(0).}
여기서 첫 번째 등식은 부분 적분의 일종이다. {\displaystyle \delta }가 진정한 함수이면
{\displaystyle \int _{-\infty }^{\infty }\delta '(x)\varphi (x)\,dx=-\int _{-\infty }^{\infty }\delta (x)\varphi '(x)\,dx.}
{\displaystyle \delta }의 {\displaystyle k}계 도함수에 의해 시험 함수에 주어진 분포와 유사하게 정의된다.
{\displaystyle \delta ^{(k)}[\varphi ]=(-1)^{k}\varphi ^{(k)}(0).}
특히, {\displaystyle \delta }는 무한번 미분 가능한 분포이다.
델타 함수의 1차 도함수는 차분 몫의 분포 극한이다
{\displaystyle \delta '(x)=\lim _{h\to 0}{\frac {\delta (x+h)-\delta (x)}{h}}.}
더 적절하게는
{\displaystyle \delta '=\lim _{h\to 0}{\frac {1}{h}}(\tau _{h}\delta -\delta )}
이 성립한다. 여기서 {\displaystyle \tau _{h}}는 {\displaystyle \tau _{h}\varphi (x)=\varphi (x+h)}로 함수 대해 정의되고 분포 {\displaystyle S}애 대해
{\displaystyle (\tau _{h}S)[\varphi ]=S[\tau _{-h}\varphi ]}
로 정의된 옮김 연산자이다. 전자기 이론에서 델타 함수의 1차 도함수는 원점에 위치한 점 자기 쌍극자를 나타낸다. 따라서 쌍극자 또는 이중선 함수라고 한다.
델타 함수의 도함수는 다음과 같은 여러 가지 기본 성질을 충족한다.
{\displaystyle {\begin{aligned}&\delta '(-x)=-\delta '(x)\\&x\delta '(x)=-\delta (x)\end{aligned}}}
이 성질은 시험 함수 적용과 부분 적분으로 보일 수 있다.
이러한 성질 중 후자는 분포 도함수 정의, 라이프니츠의 정리 및 내적의 선형성을 적용하여 증명할 수도 있다.{\displaystyle {\begin{aligned}\langle x\delta ',\varphi \rangle \,&=\,\langle \delta ',x\varphi \rangle \,=\,-\langle \delta ,(x\varphi )'\rangle \,=\,-\langle \delta ,x'\varphi +x\varphi '\rangle \,=\,-\langle \delta ,x'\varphi \rangle -\langle \delta ,x\varphi '\rangle \,=\,-x'(0)\varphi (0)-x(0)\varphi '(0)\\&=\,-x'(0)\langle \delta ,\varphi \rangle -x(0)\langle \delta ,\varphi '\rangle \,=\,-x'(0)\langle \delta ,\varphi \rangle +x(0)\langle \delta ',\varphi \rangle \,=\,\langle x(0)\delta '-x'(0)\delta ,\varphi \rangle \\\Longrightarrow x(t)\delta '(t)&=x(0)\delta '(t)-x'(0)\delta (t)=-x'(0)\delta (t)=-\delta (t)\end{aligned}}}또한, {\displaystyle \delta '}의 합성곱은 콤팩트 지지되는 매끄러운 함수 {\displaystyle f}이다.
{\displaystyle \delta '*f=\delta *f'=f',}
합성곱의 분포 도함수의 성질을 따른다.

### 고차원
더 일반적으로 {\displaystyle n}-차원 유클리드 공간 {\displaystyle \mathbb {R} ^{n}}의 열린 부분 집합 {\displaystyle U}에서 에서 한 점 {\displaystyle a\in U}을 중심으로 하는 디랙 델타 분포는 모든 {\displaystyle \varphi \in C_{c}^{\infty }(U)}에 대해
{\displaystyle \delta _{a}[\varphi ]=\varphi (a)\quad \forall \varphi \in C_{c}^{\infty }(U)}
로 정의된다. 여기서 {\displaystyle C_{c}^{\infty }(U)}는 {\displaystyle U}에서 정의된 모든 콤팩트 지지 매끄러운 함수들이 이루는 공간이다. 만약에 {\displaystyle \alpha =(\alpha _{1},\ldots ,\alpha _{n})}가 {\displaystyle |\alpha |=\alpha _{1}+\cdots +\alpha _{n}}인 다중지표이고 {\displaystyle \partial ^{\alpha }}는 연관된 혼합 편도 함수 연산자를 나타내면 {\displaystyle \delta _{a}}의 {\displaystyle \alpha }계 미분 {\displaystyle \partial ^{\alpha }\delta _{a}}은 
{\displaystyle \left\langle \partial ^{\alpha }\delta _{a},\,\varphi \right\rangle =(-1)^{|\alpha |}\left\langle \delta _{a},\partial ^{\alpha }\varphi \right\rangle =(-1)^{|\alpha |}\partial ^{\alpha }\varphi (x){\Big |}_{x=a}\quad \forall \varphi \in C_{c}^{\infty }(U).}
즉, {\displaystyle \delta _{a}}의 {\displaystyle \alpha }계 도함수는 시험 함수 {\displaystyle \varphi }에 값이 있는 분포는 {\displaystyle a}에서 {\displaystyle \varphi }의 {\displaystyle \alpha }계 도함수이다.
델타 함수의 1차 부분 도함수는 좌표 평면을 따라 이중 레이어로 간주된다. 보다 일반적으로, 곡면에 지지된 단순 레이어의 방향 도함수는 해당 곡면에 지지된 이중 레이어이며 층류 자기 홀극을 나타낸다. 델타 함수의 고계 도함수는 물리학에서 다극자로 알려져 있다.
더 높은 계수인 도함수는 한 점 지지가 있는 분포의 전체 구조를 위한 구성 원소로 자연스럽게 등장한다. 만약에 {\displaystyle S}가 {\displaystyle U}에서 정의되었고 단일 점으로 구성된 지지 집합 {\displaystyle \{a\}}을 가진 분포이면,  어떤 정수 {\displaystyle m} 및 계수들 {\displaystyle c_{\alpha }}에 대해  
{\displaystyle S=\sum _{|\alpha |\leq m}c_{\alpha }\partial ^{\alpha }\delta _{a}.}

## 성질 요약
아래 성질들은 등식의 양쪽에 "적절한" 함수 {\displaystyle f(x)}를 곱하여 증명할 수 있다. 델타 함수가 적분 내부에 있는 경우를 제외하고는 최종 결과의 일부가 될 수 없다는 점을 염두에 두고 정적분을 적용한다.
- {\displaystyle \delta (x)=\delta (-x)\,\!}
- {\displaystyle f(x)\delta '(x)=-f'(x)\delta (x)\,\!} 의미 {\displaystyle x\delta '(x)=-\delta (x)\,\!}
- {\displaystyle \delta '(x)=-\delta '(-x)\,\!}
- {\displaystyle x^{n}\delta (x)=0\qquad \forall n>0,x\in \mathbb {R} \,\!}
- {\displaystyle (x-a)^{n}\delta (x-a)=0\qquad \forall n>0\,\!}
- {\displaystyle \delta (ax-b)=|a|^{-1}\delta (x-(b/a))\qquad \forall a\neq 0\,\!}
- {\displaystyle h(x)\delta (x-a)=h(a)\delta (x-a)\,\!}
- {\displaystyle h(x)\delta '(x-a)=h(a)\delta '(x-a)-h'(a)\delta (x-a)\,}
- {\displaystyle \delta (f(x))=\sum _{n}|f'(x_{n})|^{-1}\delta (x-x_{n}),\quad {\mbox{with}}\ f(x_{n})=0,\ f'(x_{n})\neq 0}
- {\displaystyle \delta \left(x^{2}-\alpha ^{2}\right)={\frac {1}{2|\alpha |}}{\Big [}\delta \left(x+\alpha \right)+\delta \left(x-\alpha \right){\Big ]}}
- {\displaystyle \delta (\omega )={\frac {1}{2\pi }}\int _{-\infty }^{+\infty }e^{i\omega t}dt}
- {\displaystyle \delta (x)}는 {\displaystyle C^{-2}(\mathbb {R} )}에 속한다.
- {\displaystyle a\in \mathbb {R} :\,\int h(x)\delta (x-a)dx=h(a)\ H(x-a)+C} 여기서 {\displaystyle H(x)}는 헤비사이드 단계 함수이고 {\displaystyle C}는 적분 상수이다.

구면 좌표계에서는 다음과 같다.
{\displaystyle \delta (\mathbf {r} -\mathbf {r} _{0})={\begin{cases}\displaystyle {\frac {1}{r^{2}\sin \theta }}\delta (r-r_{0})\delta (\theta -\theta _{0})\delta (\phi -\phi _{0})&x_{0},y_{0},z_{0}\neq 0\\\displaystyle {\frac {1}{2\pi r^{2}\sin \theta }}\delta (r-r_{0})\delta (\theta -\theta _{0})&x_{0}=y_{0}=0,\ z_{0}\neq 0\\\displaystyle {\frac {1}{4\pi r^{2}}}\delta (r-r_{0})&x_{0}=y_{0}=z_{0}=0\end{cases}}}

## 디랙 빗

디랙 빗은 T 간격을 둔 무한한 일련의 디랙 델타 함수이다.

디랙 빗 또는 샤 분포로 알려진 디랙 델타 측도의 소위 균일한 "펄스 트레인"은 디지털 신호 처리 (DSP) 및 이산 시간 신호 해석학에 자주 사용되는 샘플링 함수를 생성한다. 디랙 빗은 무한 합으로 주어지며, 그 극한은 분포 의미에서 이해된다.
{\displaystyle \operatorname {III} (x)=\sum _{n=-\infty }^{\infty }\delta (x-n),}
이는 각 정수에서 점 질량의 수열이다.
전체 정규화 상수까지 디랙 빗은 자체 푸리에 변환과 동일하다. 이것은 중요하다. {\displaystyle f}가 임의의 슈바르츠 함수인 경우 {\displaystyle f}의 주기화는 다음과 같이 합성곱에 의해 주어진다.
{\displaystyle \int _{-\pi }^{\pi }F_{N}(x)f(x)\,dx\to 2\pi f(0)}
특히,
{\displaystyle \int _{-\pi }^{\pi }F_{N}(x)f(x)\,dx\to 2\pi f(0)}
는 정확히 포아송 합 공식이다.   보다 일반적으로, 이 공식은 다음과 같은 경우에 참이다. {\displaystyle f}가 빠른 하강의 완화된 분포 또는 동등하게 다음과 같은 경우 {\displaystyle {\widehat {f}}}는 조절 분포 공간 내에서 천천히 성장하는 일반적인 함수이다.

## 소호츠키-플레멜리 정리
양자 역학에서 중요한 소호스키-플레멜리 정리는 델타 함수를 분포 {\displaystyle \operatorname {p.v.} 1/x}와 관련시킨다. 함수 {\displaystyle 1/x}의 코시 주요 값으로 다음과 같이 정의된다.
{\displaystyle \left\langle \operatorname {p.v.} {\frac {1}{x}},\varphi \right\rangle =\lim _{\varepsilon \to 0^{+}}\int _{|x|>\varepsilon }{\frac {\varphi (x)}{x}}\,dx.}
소호스키의 공식은 
{\displaystyle \lim _{\varepsilon \to 0^{+}}{\frac {1}{x\pm i\varepsilon }}=\operatorname {p.v.} {\frac {1}{x}}\mp i\pi \delta (x),}
여기서 극한은 분포 의미에서 이해되며, 모든 콤팩트 지지 매끄러운 함수 {\displaystyle f}에 대해
{\displaystyle \lim _{\varepsilon \to 0^{+}}\int _{-\infty }^{\infty }{\frac {f(x)}{x\pm i\varepsilon }}\,dx=\mp i\pi f(0)+\lim _{\varepsilon \to 0^{+}}\int _{|x|>\varepsilon }{\frac {f(x)}{x}}\,dx.}

## 응용

### 확률론
확률론 및 통계에서 디랙 델타 함수는 확률 밀도 함수 (일반적으로 절대 연속 분포를 나타내는 데 사용됨)를 사용하여 이산 분포 또는 부분적으로 이산 부분적으로 연속적인 분포를 나타내는 데 자주 사용된다. 예를 들어, 점 {\displaystyle \mathbf {x} =\{x_{1},\dots ,x_{n}\}}으로 구성된 이산 분포의 확률 밀도 함수 {\displaystyle f(x)}는 해당 확률 {\displaystyle p_{1},\dots ,p_{n}}과 함께 다음과 같이 쓸 수 있다.
{\displaystyle f(x)=\sum _{i=1}^{n}p_{i}\delta (x-x_{i}).}
또 다른 예로, 시간의 6/10은 표준 정규 분포를 반환하고 시간의 4/10은 정확히 값 3.5를 반환하는 분포를 고려한다(즉, 부분적으로 연속적이고 부분적으로 이산 혼합 분포). 이 분포의 밀도 함수는 다음과 같이 쓸 수 있다.
{\displaystyle f(x)=0.6\,{\frac {1}{\sqrt {2\pi }}}e^{-{\frac {x^{2}}{2}}}+0.4\,\delta (x-3.5).}
델타 함수는 또한 연속적으로 미분 가능한 함수로 변환되는 무작위 변수의 결과 확률 밀도 함수를 나타내는 데 사용된다. {\displaystyle Y=g(x)}가 연속 미분 가능 함수이면 {\displaystyle Y}의 밀도는 다음과 같이 쓸 수 있다.
{\displaystyle f_{Y}(y)=\int _{-\infty }^{+\infty }f_{X}(x)\delta (y-g(x))dx.}
델타 함수는 확산 과정의 국소 시간을 나타내기 위해 완전히 다른 방식으로 사용된다(예: 브라운 운동). 확률과정 {\displaystyle B(t)}의 국소 시간은 다음과 같이 지정된다.
{\displaystyle \ell (x,t)=\int _{0}^{t}\delta (x-B(s))\,ds}
이는 과정 범위의 x 지점에서 과정이 소비하는 시간을 나타낸다. 보다 정확하게는 한 차원에서 이 적분은 다음과 같이 쓸 수 있다.
{\displaystyle \ell (x,t)=\lim _{\varepsilon \to 0^{+}}{\frac {1}{2\varepsilon }}\int _{0}^{t}\mathbf {1} _{[x-\varepsilon ,x+\varepsilon ]}(B(s))\,ds}
여기서 {\displaystyle \mathbf {1} _{[x-\varepsilon ,x+\varepsilon ]}}는 구간 {\displaystyle [x-\varepsilon ,x+\varepsilon ]}의 지시 함수이다.

### 양자 역학
델타 함수는 양자 역학에서 자주 쓰인다. 입자의 파동 함수로부터 주어진 공간 영역 내에서 입자를 찾을 확률 진폭을 계산한다. 파동 함수는 제곱 적분 함수의 힐베르트 공간 {\displaystyle L^{2}}의 원소로 가정하고 주어진 구간 내에서 입자를 발견할 총 확률은 구간에 대해 제곱한 파동 함수의 크기의 적분이다. 파동 함수의 집합 {\displaystyle \{|\varphi _{n}\rangle \}}이
{\displaystyle \langle \varphi _{n}\mid \varphi _{m}\rangle =\delta _{nm}}
의해 정규화되는 경우 정규 직교라고 한다. 여기서 {\displaystyle \delta }는 크로네커 델타이다. 정규 직교 파동 함수는 어떤 파동 함수 {\displaystyle |\psi \rangle }라도
{\displaystyle \psi =\sum c_{n}\varphi _{n}}
와 같이 복소수 계수 사용해 {\displaystyle \{|\varphi _{n}\rangle \}}의 원소들의 선형 조합으로 표현할 수 있으면 {\displaystyle \{|\varphi _{n}\rangle \}}가 제곱 적분 함수 공간에서 완비라고 한다. 여기서 {\displaystyle c_{n}=\langle \varphi _{n}|\psi \rangle }이다. 파동 함수의 완비 직교 정규 계는 고유값이라고 하는 에너지 수준을 측정하는 양자 역학에서 해밀턴 (바운드 계의) 고유 함수로 자연스럽게 나타난다. 이 경우 고유값 집합은 해밀토니안의 스펙트럼으로 알려져 있다. 브라-켓 표기법에서 위와 같이 이 같음은 resolution of the identity를 의미한다.
{\displaystyle I=\sum |\varphi _{n}\rangle \langle \varphi _{n}|.}
여기서 고유값은 이산적이라고 가정하지만 어떤 관측가능량의 고유값 집합은 연속적일 수 있다. 예를 들어 위치 관측가능량 {\displaystyle Q\psi (x)=x\psi (x)}있다. 위치의 스펙트럼(1차원)은 실수 전체이며 이 경우 연속 스펙트럼 이라고 한다. 그러나 해밀토니언과 달리 위치 연산자에는 적절한 고유 함수가 없다. 이 단점을 극복하는 기존의 방법은, 파동 함수로 분포도 허용하여 사용 가능한 함수의 범위를 확장하는 것이다. 즉, 양자역학의 힐베르트 공간을 적절한 갖춘 힐베르트 공간으로 대체하는 것이다. 이 에서 위치 연산자는 다음과 같이 주어진 실선의 점 {\displaystyle y}로 레이블이 지정된 완전한 고유 분포 집합을 갖는다.
{\displaystyle \varphi _{y}(x)=\delta (x-y).}
위치 연산자의 고유 함수는 {\displaystyle \varphi _{y}=|y\rangle }과 같이 표시된다. 이는 디랙 표기법에서 위치 고유 상태로 알려져 있다.
{\displaystyle P}의 스펙트럼이 연속적이고 축퇴 고유값이 없는 경우 모멘텀 연산자의 고유 상태 또는 힐베르트 공간의 다른 자체 자기 수반 무한 연산자 {\displaystyle P}에도 유사한 고려 사항이 적용된다. 이 경우 실수(스펙트럼)의 집합 {\displaystyle \Omega }과 {\displaystyle \Omega }의 원소로 이름 붙여진 분포의 모음 {\displaystyle \varphi _{y}}가 있다.
{\displaystyle P\varphi _{y}=y\varphi _{y}.}
즉, {\displaystyle \varphi _{y}}는 {\displaystyle P}의 고유 벡터이다. 고유 벡터를 정규화하면
{\displaystyle \langle \varphi _{y},\varphi _{y'}\rangle =\delta (y-y')}
분포 의미에서 모든 시험 함수 ψ에 대해
{\displaystyle \psi (x)=\int _{\Omega }c(y)\varphi _{y}(x)\,dy}
여기서
{\displaystyle c(y)=\langle \psi ,\varphi _{y}\rangle .}
즉, 불연속적인 경우와 마찬가지로 resolution of identity이 있다.
{\displaystyle I=\int _{\Omega }|\varphi _{y}\rangle \,\langle \varphi _{y}|\,dy}
여기서 연산자 값 적분은 약한 의미로 다시 이해된다. {\displaystyle P}의 스펙트럼에 연속 부분과 불연속 부분이 모두 있는 경우 항등식 분해능은 불연속 스펙트럼에 대한 합산 과 연속 스펙트럼에 대한 적분을 포함한다.
델타 함수는 또한 단일 및 이중 포텐셜 우물에 대한 델타 퍼텐셜 모델과 같은 양자 역학에서 더 많은 특수 응용 분야를 가지고 있다.

### 구조 역학
델타 함수는 구조 역학에서 구조에 작용하는 과도 하중 또는 점하중을 설명하는 데 사용할 수 있다. 시간 {\displaystyle t=0}에서 급격한 힘 충격 {\displaystyle I}에 의해 여기된 단순 질량-스프링 계의 지배 방정식은 다음과 같이 쓸 수 있다.
{\displaystyle m{\frac {\mathrm {d} ^{2}\xi }{\mathrm {d} t^{2}}}+k\xi =I\delta (t),}
여기서 {\displaystyle m}은 질량, {\displaystyle \xi }는 처짐, k는 스프링 상수이다.
또 다른 예로서, 가는 빔의 정적 편향을 지배하는 방정식은 오일러-베르누일리 이론에 따라 다음과 같다.
{\displaystyle EI{\frac {\mathrm {d} ^{4}w}{\mathrm {d} x^{4}}}=q(x),}
여기서 {\displaystyle EI}는 빔의 굽힘 강성, {\displaystyle w}는 처짐, {\displaystyle x}는 공간 좌표, {\displaystyle q(x)}는 하중 분포이다. 빔이 {\displaystyle x=x_{0}}에서 점력 {\displaystyle F}에 의해 하중을 받는 경우 하중 분포는 다음과 같이 기록된다.
{\displaystyle q(x)=F\delta (x-x_{0}).}
델타 함수의 적분으로 헤비사이드 계단 함수가 생성되므로 다중 점하중이 가해지는 얇은 빔의 정적 편향은 조각별 다항식 집합으로 설명된다.
또한 빔에 작용하는 점 모멘트는 델타 함수로 설명할 수 있다. 거리 {\displaystyle d} 떨어져 있는 두 개의 반대 지점 힘 {\displaystyle F}를 고려하십시오. 그런 다음 빔에 작용하는 모멘트 {\displaystyle M=Fd}를 생성한다. 이제 {\displaystyle M}이 일정하게 유지되는 동안 거리 {\displaystyle d}가 극한 0에 접근하도록 한다. {\displaystyle x=0}에서 작용하는 시계 방향 모멘트를 가정한 하중 분포는 다음과 같이 작성된다.
{\displaystyle {\begin{aligned}q(x)&=\lim _{d\to 0}{\Big (}F\delta (x)-F\delta (x-d){\Big )}\\[4pt]&=\lim _{d\to 0}\left({\frac {M}{d}}\delta (x)-{\frac {M}{d}}\delta (x-d)\right)\\[4pt]&=M\lim _{d\to 0}{\frac {\delta (x)-\delta (x-d)}{d}}\\[4pt]&=M\delta '(x).\end{aligned}}}
따라서 점 모멘트는 델타 함수의 도함수로 나타낼 수 있다. 빔 방정식의 통합은 조각별 다항식 편향을 다시 초래한다.

## 같이 보기
- 그린 함수
- 분포